# Triteleia punctaticeps
Triteleia punctaticeps är en stekelart som beskrevs av Jean-Jacques Kieffer 1906. Triteleia punctaticeps ingår i släktet Triteleia och familjen Scelionidae. Inga underarter finns listade i Catalogue of Life.